# راینفلدن، آلمان
شهر راینفلدن، آلمان (به آلمانی: Rheinfelden, Germany) در ایالت بادن-وورتمبرگ در کشور آلمان واقع شده‌است.